# Tanjong Ceungai
Tanjong Ceungai is een bestuurslaag in het regentschap Aceh Utara van de provincie Atjeh, Indonesië. Tanjong Ceungai telt 1326 inwoners (volkstelling 2010).